# Highland Park (Nova Jersey)
Highland Park és una població dels Estats Units a l'estat de Nova Jersey. Segons el cens del 2006 tenia 14.175 habitants.

## Demografia
Segons el cens del 2000, Highland Park tenia 13.999 habitants, 5.899 habitatges, i 3.409 famílies. La densitat de població era de 2.937,5 habitants/km².
Dels 5.899 habitatges en un 27,6% hi vivien nens de menys de 18 anys, en un 46,2% hi vivien parelles casades, en un 8,2% dones solteres, i en un 42,2% no eren unitats familiars. En el 31,5% dels habitatges hi vivien persones soles el 9,2% de les quals corresponia a persones de 65 anys o més que vivien soles. El nombre mitjà de persones vivint en cada habitatge era de 2,37 i el nombre mitjà de persones que vivien en cada família era de 3,06.
Per edats la població es repartia de la següent manera: un 21,7% tenia menys de 18 anys, un 8,8% entre 18 i 24, un 37,1% entre 25 i 44, un 20,4% de 45 a 60 i un 11,9% 65 anys o més.
L'edat mediana era de 35 anys. Per cada 100 dones de 18 o més anys hi havia 90,4 homes.
La renda mediana per habitatge era de 53.250 $ i la renda mediana per família de 71.267 $. Els homes tenien una renda mediana de 47.248 $ mentre que les dones 36.829 $. La renda per capita de la població era de 28.767 $. Aproximadament el 5,3% de les famílies i el 8,4% de la població estaven per davall del llindar de pobresa.

## Poblacions més properes
El següent diagrama mostra les poblacions més properes.